# Вилья-Аргентина
Вилья-Аргентина (исп. Villa Argentina) — курортный городок на юге Уругвая в муниципалитете Атлантида департамента Канелеонес.

## География
Находится в побережной зоне Коста-де-Оро, примерно в 28 км к востоку от границы с департаментом Монтевидео, непосредственно к западу от города Атлантида.

## Население
Население по данным на 2011 год составляет 622 человек.
| Год  | Население |
| ---- | --------- |
| 1963 | 41        |
| 1975 | 156       |
| 1985 | 193       |
| 1996 | 385       |
| 2004 | 552       |
| 2011 | 622       |

Источник: Instituto Nacional de Estadística de Uruguay